# Alvaro Mancori
Alvaro Mancori (* 15. September 1923 in Rom; † 24. Juni 2011 ebenda) war ein italienischer Kameramann und Filmproduzent.

## Leben
Mancori begann 1940 mit der Filmarbeit als Techniker in der Entwicklungs- und Druckfirma „Boschi“, wandte sich aber bald der Kameraassistenz für Mario Albertelli zu. 1946 wurde er Kameramann und drei Jahre später Chefkameramann, in welcher Eigenschaft er zahlreiche Filme bis 1966 fotografierte; bemerkenswerte Arbeiten gelangen ihm vor allem in Schwarz-Weiß. 1963 war er Mitbegründer der „Elios-Studios“, in denen u. a. ein großes Westerndorf entstand, das ihn sehr vielen Produktionen benutzt wurde. Einige Male fungierte Mancori auch als Produzent einiger bemerkenswerter Genrefilme sowie von Sergio Cittis Ostia. Unter dem Pseudonym Al World inszenierte er 1964 einen mythologischen Film um Herkules nach eigenem Drehbuch und in eigener Produktion und im Jahr darauf in gleicher Weise eine Episode für Il mostro.
Seine Brüder Guglielmo und Sandro waren ebenfalls Kameramänner.

## Filmografie (Auswahl)

### Regie
- 1964: Der größte Sieg des Herkules (Ercole l'invicibile) (& Buch & Produktion)

### Kamera
- 1950: Einer war zuviel (Atto di accusa)
- 1956: Der goldene Falke (Il falco d'oro)
- 1961: Maciste und die Königin der Nacht (Maciste l'uomo più forte del mondo)
- 1961: Macistes größtes Abenteuer (Maciste contro il vampiro)
- 1962: Herkules, der Sohn der Götter (Ulisse contro Ercole)
- 1962: Tiger der Meere (La tigre dei sette mari)
- 1963: Der Henker von Venedig (Il boia di Venezia)
- 1963: Der Löwe von San Marco (Il leone di San Marco)

### Produktion
- 1964: I magnifici Brutos del West (& Kamera)
- 1966: Die Trampler (Gli uomini dal passo pesante) (& Kamera)
- 1967: Shamango (Gentleman Jo… uccidi)
- 1968: Lauf um dein Leben (Corri uomo corri)
- 1971: Kopfgeld für Chako (Bastardo… vamos a matar!)